# Ospedale di San Marcello

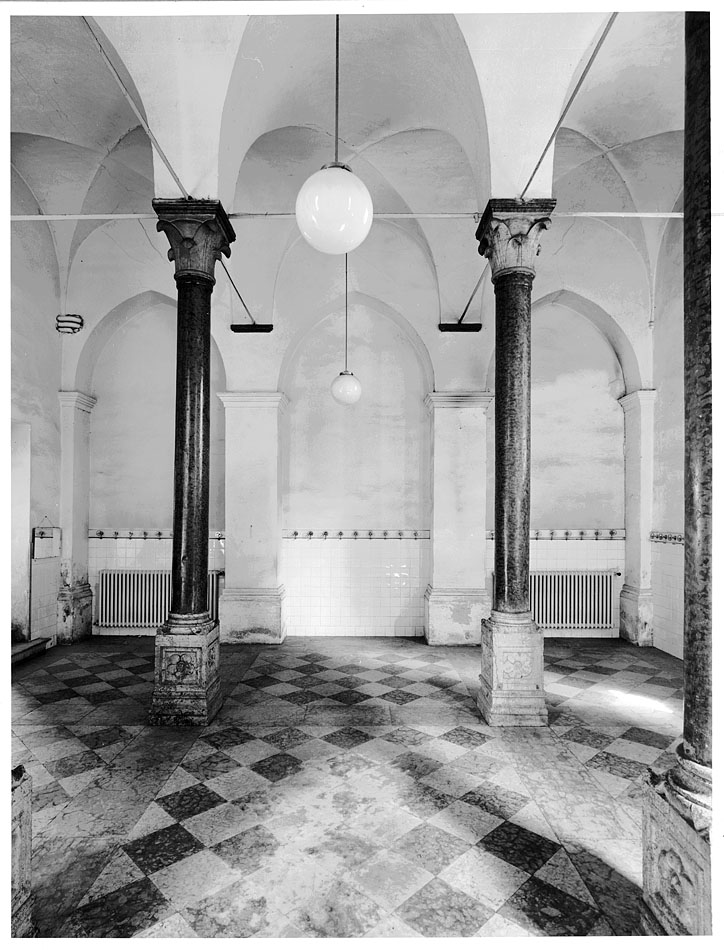
Interno dell'oratorio dell'antico ospedale

L'ospedale dei Santi Maria e Cristoforo - detto anche ospedale di San Marcello dal nome della vicina chiesa parrocchiale, non più esistente - fu uno dei più antichi ospedali della città di Vicenza e, per alcuni secoli, il brefotrofio della città e del distretto. L'edificio, situato nell'angolo compreso tra via Pasquale Cordenons e contrà San Marcello, è occupato dal 1860 dal liceo ginnasio Antonio Pigafetta.

## Storia

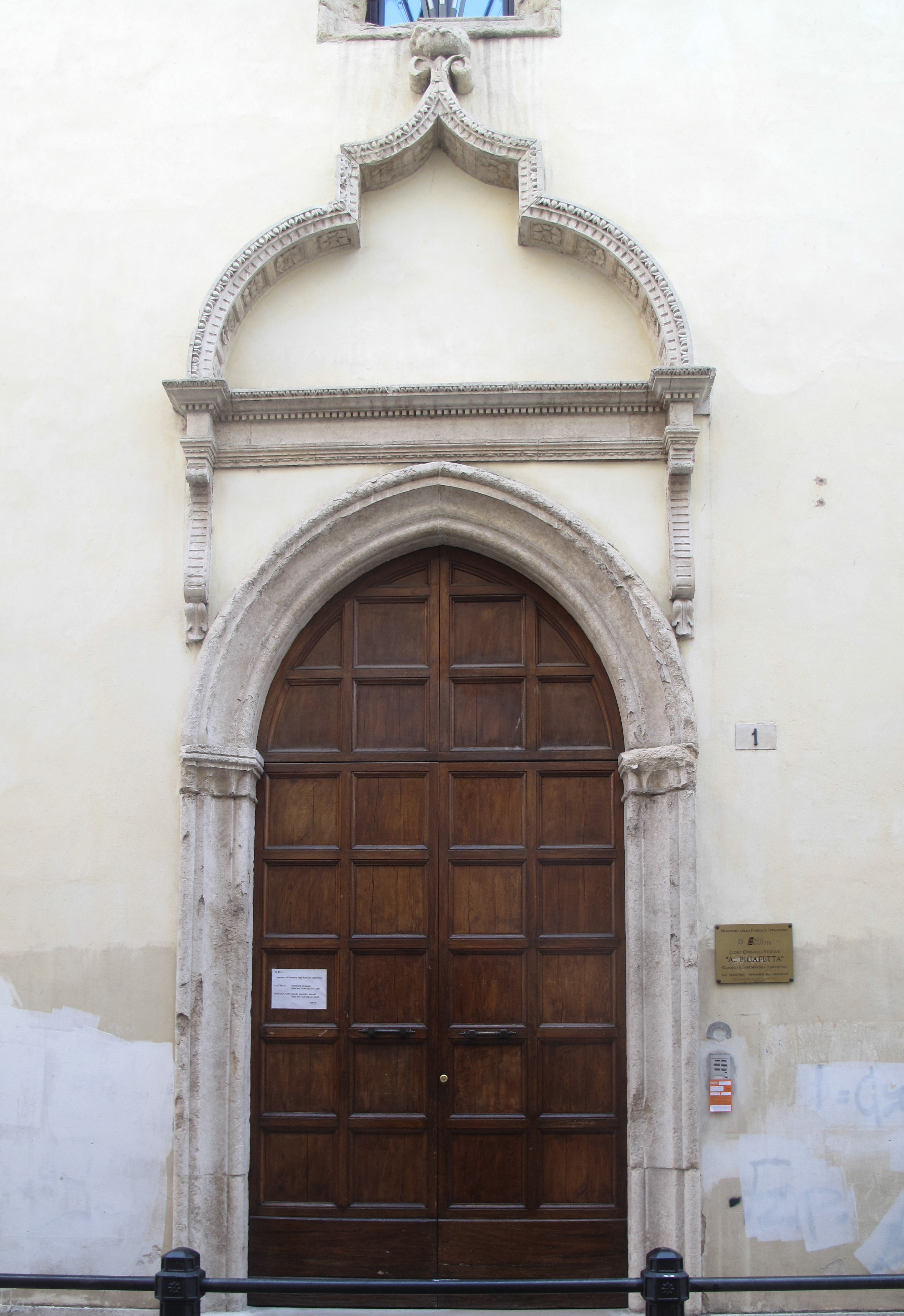
Portale verso via Cordenons

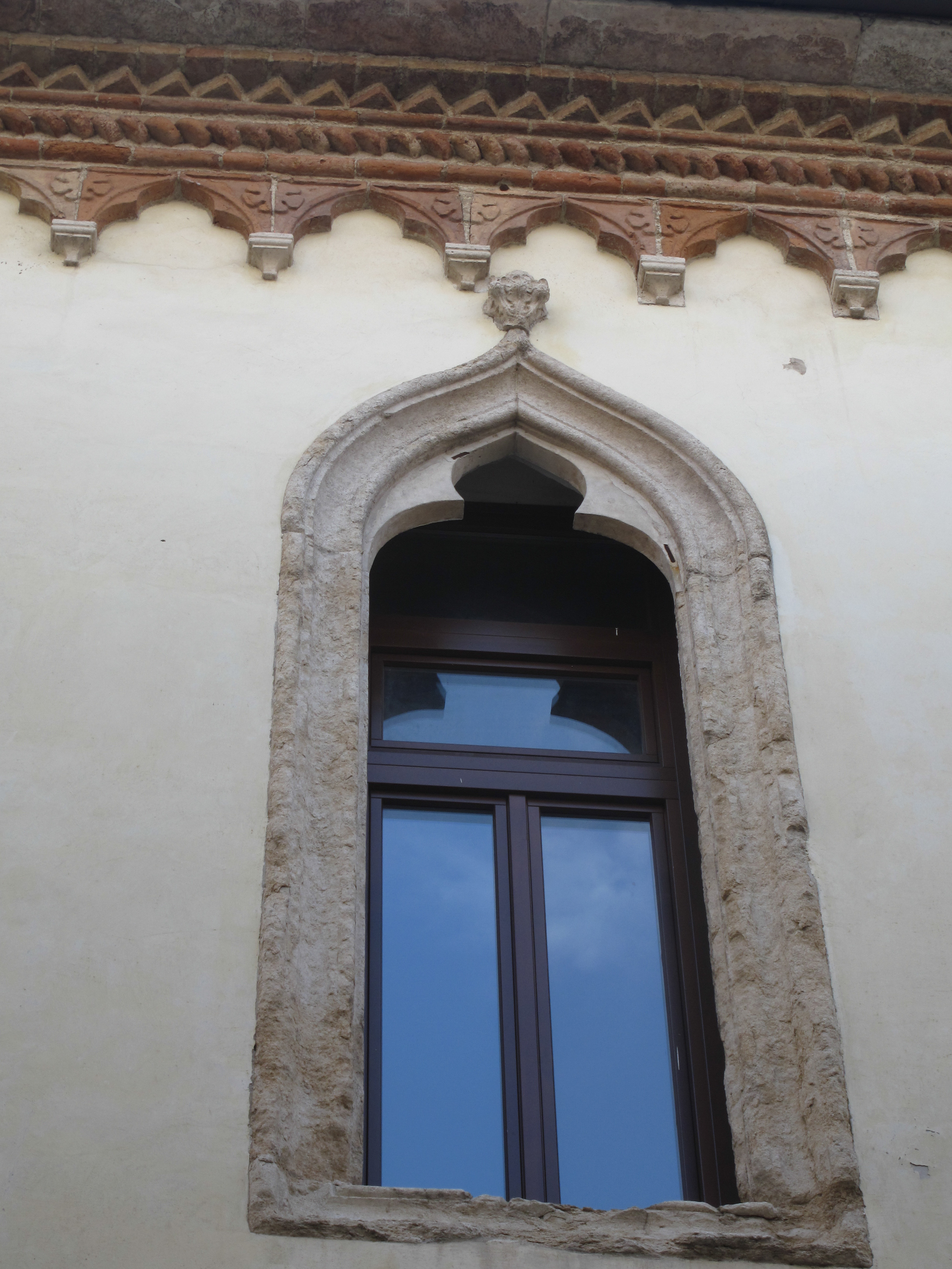
Monofora verso via Cordenons

L'ospedale, detto di San Marcello dal titolare della relativa parrocchia di appartenenza, è sorto probabilmente per iniziativa di una fraglia di Battuti - i Bianchi, dal colore della cappa che indossavano - come semplice domus pauperum intorno al 1320-1330 su di un terreno che essa aveva ricevuto in dono dal capitolo della cattedrale perché venisse destinato a questo scopo.
Nel secolo XV era già un'importante istituzione della città. Momento importante fu quello del cospicuo lascito di Francesco fu Battista da Porto dell'aprile 1442; in seguito a tale donazione la fraglia dei Battuti, che ne continuò la gestione, deliberò di concedere alla famiglia del benefattore il giuspatronato dell'istituto; usufruendo di questo lascito e del patronato della potente famiglia, l'ospedale poté essere ampliato e poi radicalmente ricostruito tra il 1459 e il 1462. A questo periodo risale la struttura in stile tardo gotico tuttora esistente.
Qui morì Marco da Montegallo, il fondatore del Monte di Pietà di Vicenza, e qui predicò, ottenendo grande successo e larga adesione, Bernardino da Feltre, che collaborò anche a riformare lo statuto della confraternita.
Fin dalla metà del XV secolo si ha notizia che vi venivano accolti infanti abbandonati: nel 1466 ammontavano a circa un centinaio, di cui quaranta presso l'ospedale e una sessantina presso nutrici esterne; due anni dopo, papa Paolo II concedeva una speciale indulgenza a tutti coloro che avessero aiutato uno dei neonati accolti e nutriti in questo ospedale, che ormai era diventato in partibus illis celebre et famosum. A partire dal 1530 esso fu specificamente destinato all'accoglienza degli infanti abbandonati della città e del contado, fu cioè il primo ed unico brefotrofio vicentino in età moderna.
I costi di gestione però divennero sempre più rilevanti, mentre le entrate non giungevano regolarmente nelle casse dell'ospedale a causa della cattiva gestione degli immobili di proprietà da parte degli amministratori; si ebbero così periodi sia di degrado dell'edificio, sia di malfunzionamento dell'istituto. Il cardinale Agostino Valier, nella sua visita apostolica a Vicenza del 1584, riscontrò che una grandissima parte dei bambini esposti moriva di fame, in quanto le balie a cui venivano affidati - non essendo pagate adeguatamente - ne prendevano due invece di uno per ciascuna, mettendoli così entrambi alla fame.
La situazione non doveva esser tanto migliorata un secolo dopo se nel 1669 il consiglio comunale denunciava la critica situazione del San Marcello, stante l'alto numero dei ricoveri annui - circa 300 - e la scarsità delle entrate ordinarie.
Nel corso del Settecento si moltiplicarono gli interventi delle autorità sia veneziane sia locali, interventi sia di controllo sia di finanziamento. Se durante la prima metà del secolo il numero di bambini esposti sembrò diminuire (la media annua dei 130-140 degli anni venti quasi si era dimezzata verso il 1750), nella seconda metà riprese gradualmente e costantemente a salire, portandosi verso la fine del secolo intorno alle 200 accoglienze annue.
Al momento dell'occupazione delle truppe francesi nel 1797 l'edificio fu spogliato di parte dei suoi contenuti: sparirono, tra l'altro, 17 dipinti di soggetto religioso, dieci di Francesco Maffei, quattro di Giulio Carpioni, uno di Giambattista Maganza il Vecchio, uno di Michele Leoneda e uno di Giacomo Ciesa. Nel 1807 - dopo che con decreto napoleonico le confraternite erano state sciolte - il brefotrofio fu trasferito nell'ex monastero delle carmelitane a San Rocco.
Nei locali lasciati liberi, nel 1823 si decise di collocare il Collegio Convitto comunale - chiamato Collegio Convitto Cordellina dopo che ricevette la ricca eredità del nobile Ludovico Cordellina - e a questo scopo fu dato incarico all'architetto municipale Bartolomeo Malacarne di preparare la sede adatta. Questi iniziò dall'atrio, poi demolì il primo chiostro e lo sostituì con un doppio loggiato in stile dorico-tuscanico; si salvò solo il lato settentrionale del secondo chiostro.
Nel 1830 il complesso fu acquistato dal comune, che decise di adattare il salone – detto dei Rossi dal colore delle cappe della confraternita che era succeduta ai Battuti – per portarvi dal vecchio palazzo comunale, divenuto insufficiente, il primo nucleo delle civiche raccolte museali. Così Malacarne ricevette l'incarico di stendere un progetto per "ridurre ad uso di Pubblica Pinacoteca il Salone detto de' Rossi a San Marcello". Esso venne modificato con la realizzazione del soffitto ligneo su modiglioni, a bassi lacunari intagliati e dipinti e la divisione in tre ambienti.
I lavori si protrassero fino a tutto il 1837, quando venne inaugurata in questa sede la pinacoteca pubblica vicentina, primo nucleo del Museo Civico, che nel 1855 sarebbe poi stato spostato nel restaurato palazzo Chiericati. L'ospedale di San Marcello dal gennaio 1860 divenne sede del Liceo Classico statale, tuttora qui insediato e intitolato al navigatore vicentino Antonio Pigafetta.

## Descrizione

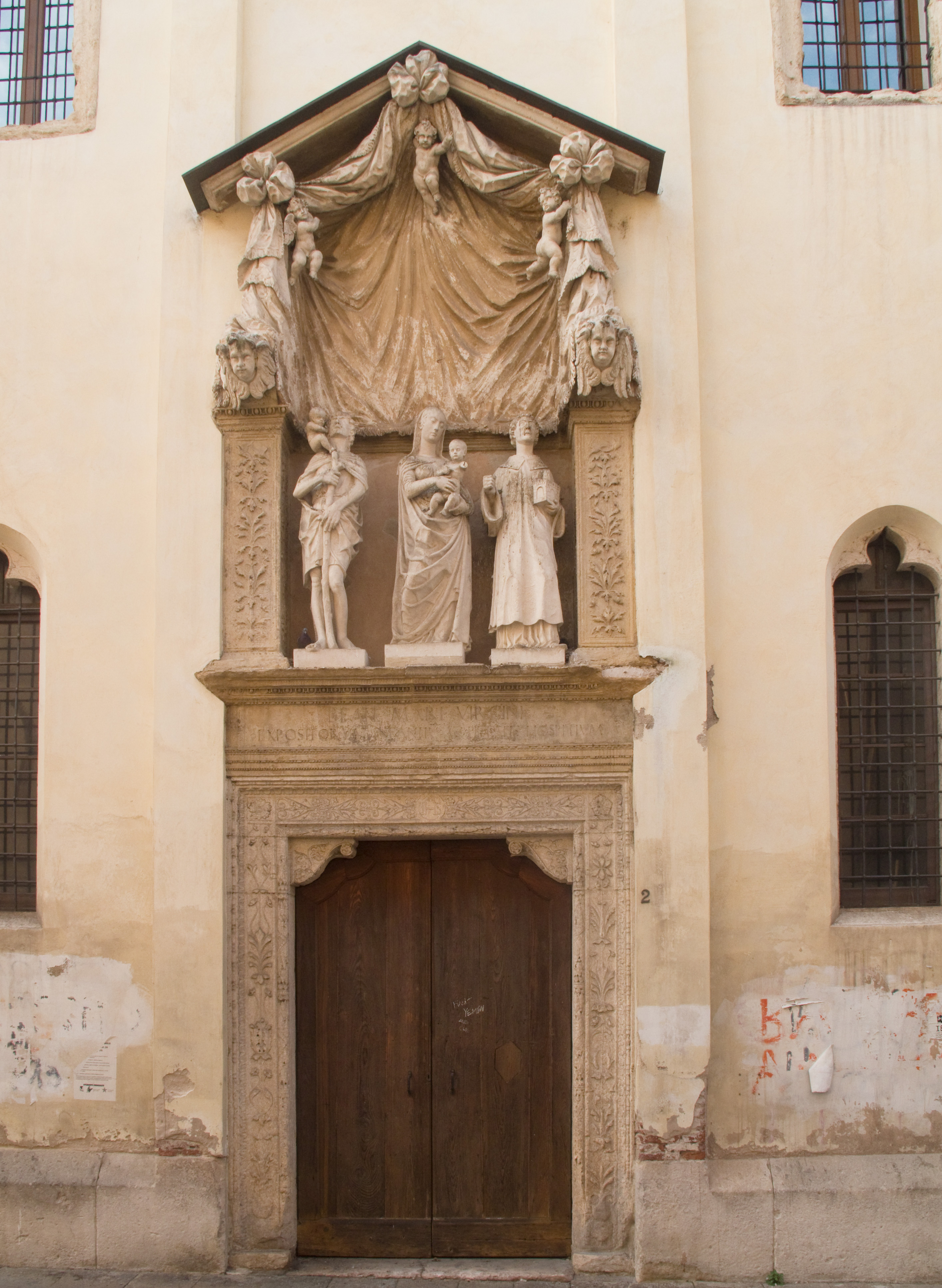
Portale verso contrà San Marcello

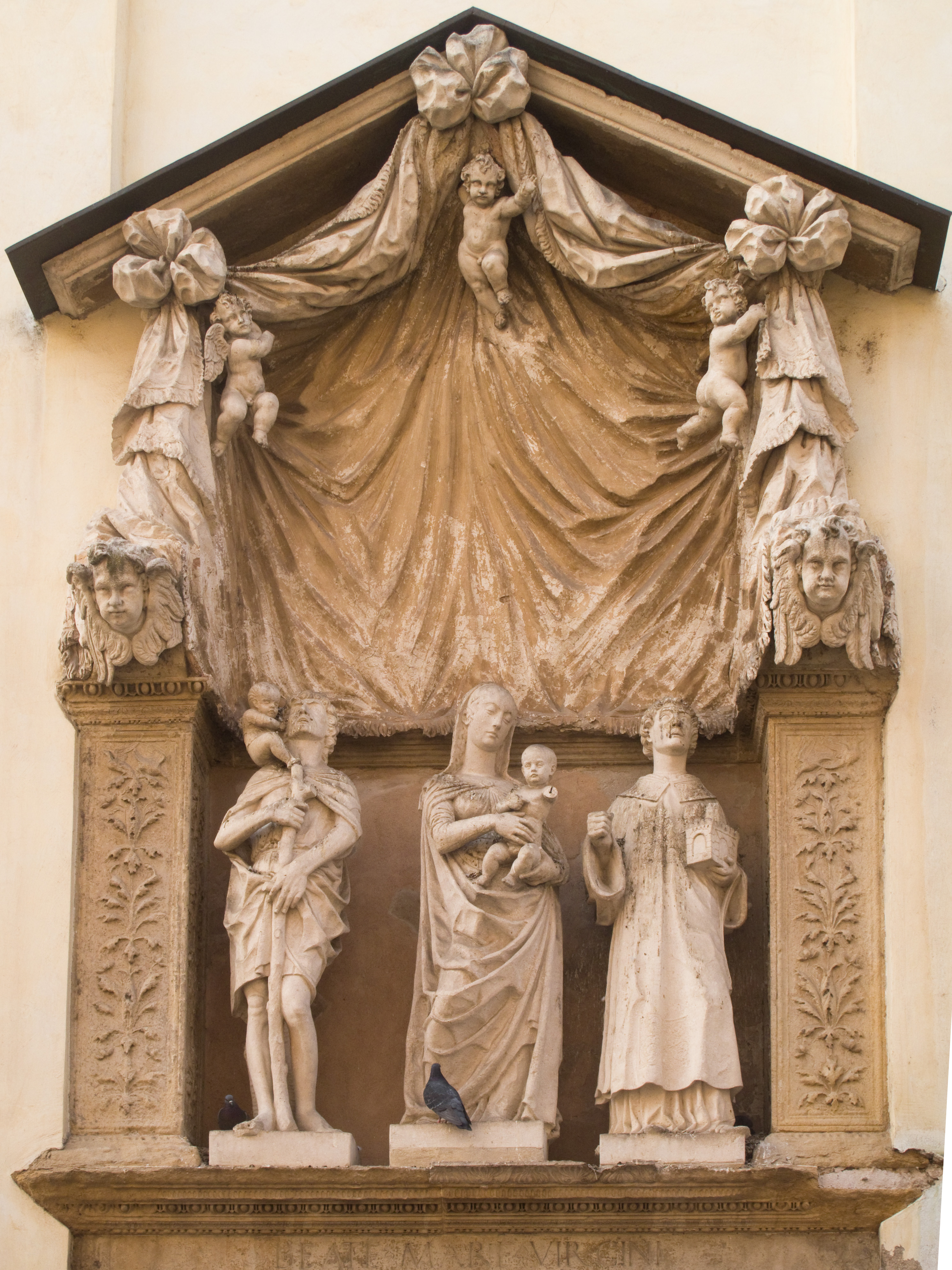
Gruppo scultoreo sopra il portale di contrà San Marcello

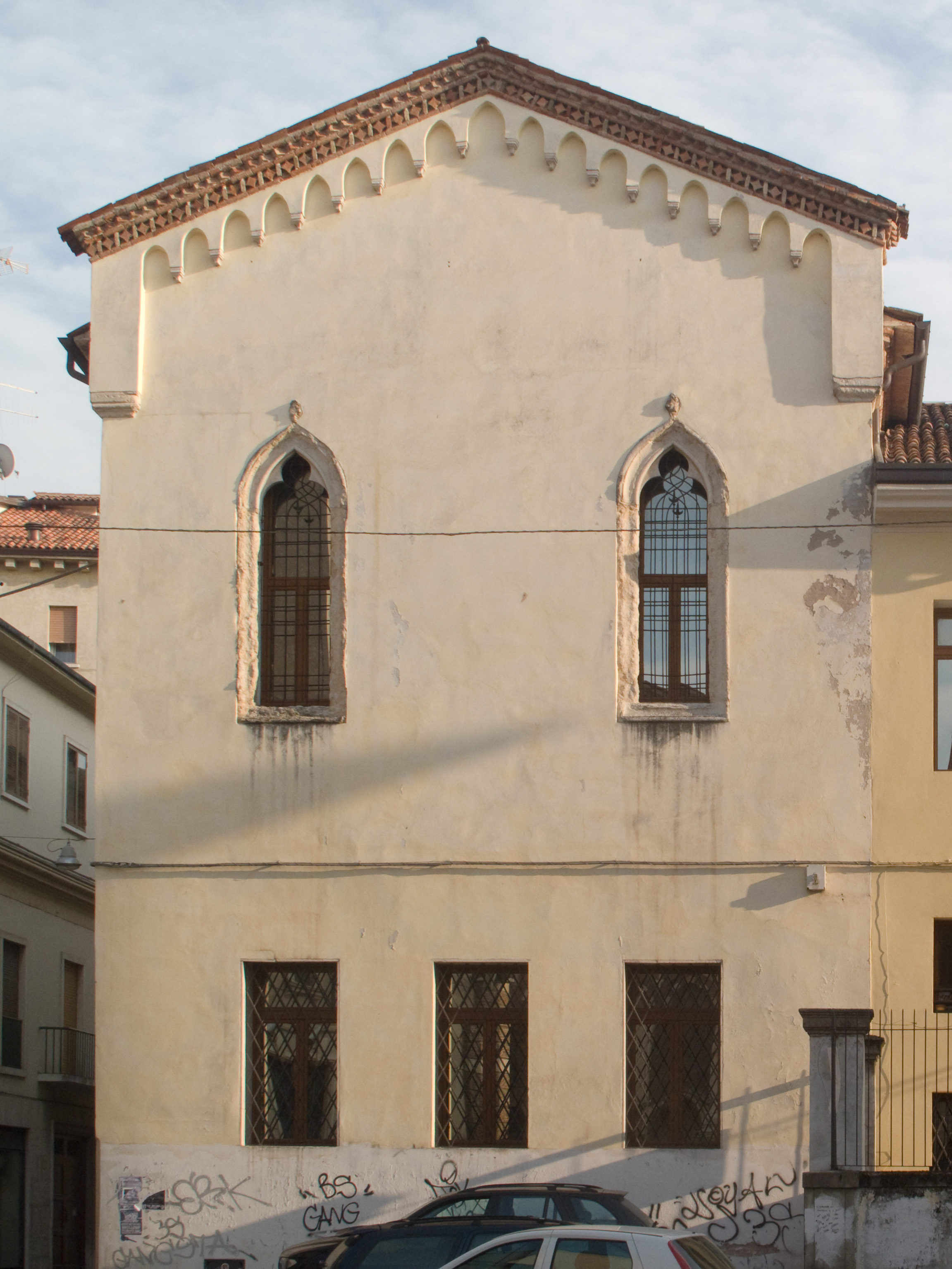
Fianco nord, verso piazza San Lorenzo

Poco si conosce dell'aspetto trecentesco dell'ospedale - si sa soltanto che esisteva una "sala superiore" per le riunioni dei Battuti - mentre si hanno maggiori informazioni sulla struttura del complesso, come risulta dai radicali interventi del sesto decennio del Quattrocento, rimasto sostanzialmente immutato fino all'Ottocento.
Nella Pianta Angelica del 1580 viene descritto un lungo e alto corpo di fabbrica, parallelo alla strada verso oriente, affiancato da due cortili quadrilateri separati da un fabbricato intermedio, il primo circondato da un portico ad arcate, il secondo con logge su tre lati, mentre il lato meridionale è chiuso da semplice muro con portone centrale. I due cortili corrispondevano rispettivamente alla zona maschile e alla zona femminile, tenute separate.
A tutt'oggi rimane pressoché integro, all'esterno, il principale corpo orientale. Nel lungo fianco a due piani - delimitato dall'attuale via Pasquale Cordenons - e nel corto lato settentrionale - prospiciente la chiesa di San Lorenzo - si aprono al piano superiore strette monofore trilobate, inscritte in un arco inflesso con pennacchi, che davano luce al salone della confraternita (la sala magna noviter constructa, menzionata in relazione ai lavori quattrocenteschi).

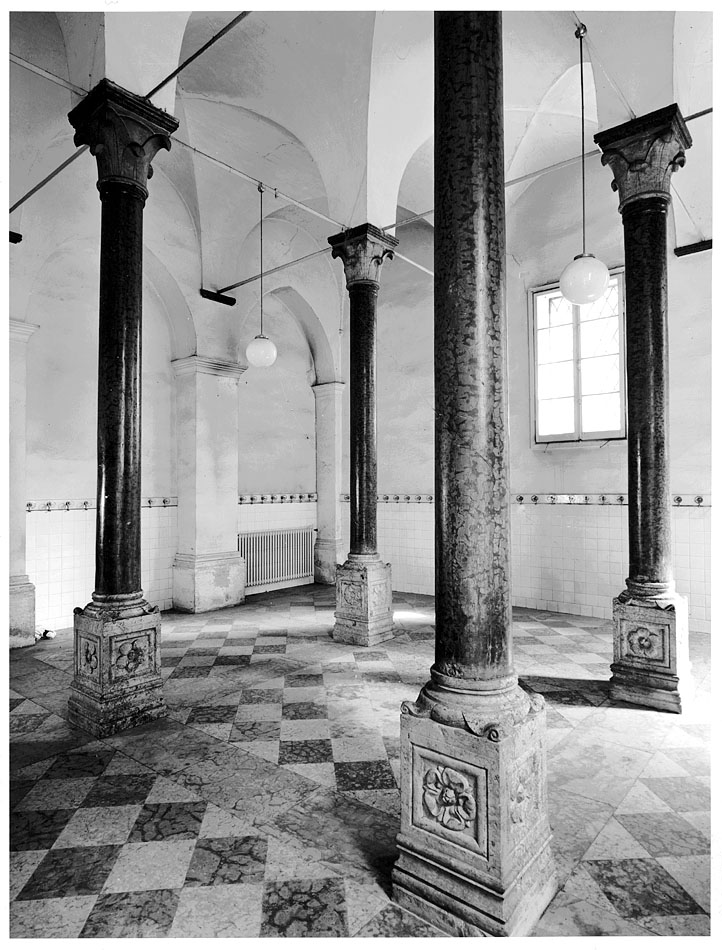
Colonne all'interno dell'oratorio

Sopra le monofore vi è una fascia di archetti pensili trilobati in cotto, posti tra rosette; sotto al breve sporto del tetto corrono un tortiglione e la cornice a denti di sega. Le modanature delle monofore concordano con quelle del portone archiacuto, nel quale però la sovrapposta cornice orizzontale su mensole inginocchiate e il coronamento mistilineo impennacchiato con il profilo a ovuli sono verosimilmente più tardivi di un paio di decenni. Ottocenteschi i gradini come le finestre rettangolari del piano terreno, nonché lo scialbo intonaco grigio.
Verso contrà San Marcello si trova l'altra facciata a fastigio e pinnacoli, divisa da sottili paraste in tre campi, che include entro un unico organismo lo sviluppo verticale dell'oratorio dell'ospizio - cui si accedeva dal portale di contrà San Marcello - e quello orizzontale del salone; la facciata ripropone validamente uno schema tipico del Quattrocento veneziano, non unico a Vicenza e nel suo territorio.
Sopra la cornice della porta maggiore vi sono un'iscrizione dedicata alla Beata Vergine Maria e le tre immagini scolpite in pietra tenera della Madonna con il Bambino tra i santi Cristoforo e Vincenzo, quest'ultimo reggente lo stemma e il modellino della città. Si tratta di copie eseguite dallo scultore vicentino Neri Pozza nel 1953 da originali, in pietra di Nanto, già probabilmente esistenti sull'altare dell'oratorio, qui trasferiti in un momento imprecisato, forse nel Seicento; il baldacchino che le ricopre è stato ritenuto opera di Orazio Marinali. Nel 1938, assai danneggiati da intemperie e vandalismi, furono accolti presso la Pinacoteca civica di Palazzo Chiericati. Le statue rientrano nei modi tipicamente lombardi e probabilmente risalgono alla seconda metà del Quattrocento. La cornice della porta, dagli eleganti rilievi, rientra a sua volta nei modi dei lapicidi lombardi attivi a Vicenza nel tardo Quattrocento: posteriore la scritta dedicatoria nel fregio, allusiva alla funzione di assistenza ai trovatelli assunta dall'ospedale dal 1530.
All'interno dell'edificio rimaneggiato da Bartolomeo Malacarne nel 1823, nell'atrio quadrato cui si accede da via Cordenons, sono situate una lapide monumentale in ricordo degli studenti caduti nelle guerre 1915-1918 e 1940-1945, nonché iscrizioni a ricordo di illustri docenti, tra cui lo storico ed epigrafista Bartolomeo Bressan e il poeta Giacomo Zanella.
Attorno al primo cortile, separato dall'atrio da una serliana su pilastri, si estende un duplice loggiato tuscanico con fregio continuo nell'ordine inferiore, a triglifi e metope nel superiore. Delle strutture del XV secolo del secondo cortile si è salvato il lato a settentrione con l'arioso portico e la soprastante loggia con graziose colonnine e architrave dai modiglioni a stampella.
È del Malacarne anche la sistemazione del salone dei Rossi, in vista della nuova destinazione museale, con la realizzazione del soffitto ligneo su modiglioni, a bassi lacunari intagliati e dipinti, forse tentativo di compensare la perdita degli importanti dipinti esistenti fino al saccheggio delle truppe francesi. Nell'attuale sala del collegio docenti del liceo, all'angolo di nordest - uno dei tre ambienti in cui è oggi diviso il salone - è murata una lapide dedicatoria del 1613, recentemente ritrovata, della confraternita dei Battuti ai patroni Adriano Porto e Giuseppe suo figlio.